# Sargis Karapetyan (calciatore 1963)
Sargis Karapetyan (in armeno: Սարգիս Կարապետյան, in russo Саркис Карапетян?, Sarkis Karapetjan; Gyumri, 3 settembre 1963) è un ex calciatore armeno, di ruolo difensore.

## Carriera

### Club
Durante la sua carriera ha giocato principalmente con lo Širak, squadra armena, con cui dopo l'indipendenza del Paese dovuta allo scioglimento dell'Unione Sovietica ha giocato 76 partite nella prima divisione armena (in precedenza il club giocava invece tra la terza e la quarta divisione sovietica). Nella stagione 1995-1996 ha anche giocato 2 partite nei turni preliminari di Coppa UEFA.

### Nazionale
Conta una presenza con la Nazionale armena.